# Cybister siamensis
Cybister siamensis är en skalbaggsart som beskrevs av Sharp 1882. Cybister siamensis ingår i släktet Cybister och familjen dykare. Inga underarter finns listade i Catalogue of Life.